# 劉福通
劉 福通（りゅう ふくつう、1321年 - 1363年）は、元末に紅巾の乱を指導した人物。潁州太和県（現在の安徽省阜陽市界首市）の出身。

## 生涯
1351年（至正11年）5月、劉福通は韓山童と共に白蓮教徒と黄河掘削工事に徴用されていた民衆を率い、潁州にて元朝に対する反乱を起こした（紅巾の乱）。反乱軍は安徽・河南とくを攻撃、元末で最大規模の農民反乱に発展した。1355年（至正15年）、韓山童の子である韓林児を皇帝とし宋を開き、自らは小明王となり亳州に都城を定めた。1363年（至正23年）3月、平江路で政権を樹立した張士誠は呂珍を派遣して紅巾軍を攻撃、劉福通はこの戦闘で戦死している。
その後朱元璋による救援軍により呂珍は敗北、韓林児は朱元璋に保護されるが、1366年（至正26年）に殺害されている。